# Лозницька сільська рада
Лозницька сільська рада — колишня адміністративно-територіальна одиниця та орган місцевого самоврядування у Народицькому районі Коростенської і Волинської округ, Київської та Житомирської областей Української РСР з адміністративним центром у селі Лозниця.

## Населені пункти
Сільській раді на час ліквідації були підпорядковані населені пункти:
- с. Лозниця

## Історія та адміністративний устрій
Створена 21 жовтня 1925 року, в с. Лозниця Розсохівської сільської ради Народицького району Коростенської округи.
Станом на 1 вересня 1946 року сільська рада входила до складу Народицького району Житомирської області, на обліку в раді перебувало с. Лозниця.
Ліквідована 11 серпня 1954 року, відповідно до указу Президії Верховної ради Української РСР «Про укрупнення сільських рад по Житомирській області», територію ради та с. Лозниця приєднано до складу Розсохівської сільської ради Народицького району Житомирської області.